# Randall Brent Woodfield
Randall Brent Woodfield (* 26. Dezember 1950 in Salem, Oregon, USA) ist ein US-amerikanischer Serienmörder mit dem Beinamen The I-5 Killer oder The I-5 Bandit. Der Beiname rührt daher, dass Randall Woodfield seine Verbrechen entlang der Interstate 5 zwischen Washington und Kalifornien beging.

## Verbrechen
Anfang der 1970er wurde er dreimal wegen kleinerer Verbrechen, u. a. Exhibitionismus, verhaftet. 1974 wurde er von den Green Bay Packers gedraftet, später aber gefeuert, da Woodfield mehrmals wegen Exhibitionismus verhaftet wurde.
1975 überfiel Woodfield mehrere Frauen und Teenager und belästigte diese auch sexuell mit vorgehaltener Waffe. Er wurde durch eine verkleidete Polizistin überführt und zu zehn Jahren Gefängnis verurteilt. Nach vier Jahren wurde er auf Bewährung entlassen.
Zwischen 1979 und 1981 überfiel Woodfield Tankstellen, Supermärkte, Eisdielen und Einfamilienhäuser. Seine bevorzugten Opfer waren Frauen zwischen 14 und 22, die meistens zu zweit abends Dienst hatten und die er bei seinen Überfällen zu Oralsex zwang. Sein jüngstes Opfer war acht Jahre alt. Einige der Frauen wurden anschließend von Woodfield erschossen. Zwei Polizisten aus Marion County, Oregon fiel ein Zusammenhang zwischen diversen Verbrechen mit demselben Modus Operandi entlang der Interstate 5 auf und sie kontaktierten diverse Polizeistationen zum Informationsabgleich.
Am frühen Morgen des 15. Februar 1981 wurde in Beaverton, Oregon Julie Reitz, eine Bekannte von Randy Woodfield, in ihrem elterlichen Haus ermordet. Randall Woodfield hielt sich zu dieser Zeit in Beaverton auf. Aufgrund der polizeilichen Ermittlungen wurden die untersuchenden Polizeibeamten auf ihn aufmerksam. Nach mehreren Befragungen durch die Polizei verwickelte sich Woodfield in Widersprüche. Die ermittelnden Beamten erinnerten sich an die noch laufenden Ermittlung gegen den I-5 Killer und tauschten sich mit den Beamten in Marion County aus. Daraufhin wurde Woodfield von der Polizei in Eugene, Oregon observiert. Später wurde er verhaftet. Bei der Durchsuchung seiner Wohnung konnten zahlreiche Beweismittel – u. a. Schamhaare, Pistolenkugeln, Klebebänder – sichergestellt und mit den Verbrechen in Zusammenhang gebracht werden.
Woodfield wurde auch noch im Zusammenhang mit zwei weiteren ungeklärten Morden von zwei jungen Frauen, die ihm bekannt waren, verdächtigt.
Eine Überlebende eines Überfalls, Beth Wilmoth, konnte Woodfield bei einer Gegenüberstellung zweifelsfrei identifizieren.
Randall Woodfield wurde zu lebenslanger Haft und zusätzlich 90 Jahren Haft mit der Möglichkeit zur Bewährung nach 50 Jahren verurteilt. Der erste Termin für Bewährung ist demnach im Jahr 2031. In einem weiteren Verfahren wurde er unter anderem wegen Verletzung seiner Bewährungsauflagen zusätzlich zu weiteren 75 Jahren Haft verurteilt, die er nach Ablauf der ersten Haftstrafe verbüßen muss.
Obwohl er nur für vier Morde angeklagt wurde, wird vermutet, dass Woodfield für bis zu 18 Morde und 60 Sexualverbrechen verantwortlich ist.
1983 erschien das Buch The I-5 Killer von Anne Rule unter dem Pseudonym Andi Stark.
Am 8. Februar 2006 wurde Randall Woodfield aufgrund von DNA-Analysen mit dem Mord an Cherie Ayers in Verbindung gebracht.